# خليل حشلاف
خليل حشلاف روائى وقاص من مدينة مستغانم ، الجزائر. حصل على عدد من الجوائز الوطنية في القصة القصيرة ، له رواية (أقصى الأشياء) منشورات رابطة الاختلاف2005 ورواية (عاصفة الجن) منشورات دار طوى للثقافة والنشر2013 و(كاتب الديوان)  قصص من منشورات دار طوى للثقافة والنشر2013 له اهتمامات بالنقد الروائى خريج المعهد الفلاحي.